# Озера (річка)
О́зера — струмок в Україні, на території Болехівської міської ради Івано-Франківської області, лівий доплив річки Сукіль (басейн Дністра).

## Опис
Довжина струмка приблизно 5 км. Формується з багатьох безіменних потічків.

## Розташування
Бере початок при підніжжі вершини Сукіль-Кам'янки (масив Сколівські Бескиди). Тече переважно на південний схід і на південно-західній околиці села Буковець впадає у річку Сукіль, ліву притоку Свічі. 
У верхів'ях Озгри розташоване Гірське озеро (Поляницьке).